# Lamač
Lamač (deutsch Blumenau, Plamenau oder Lamatsch, ungarisch Lamacs – älter auch Lamács) ist ein Stadtteil im Norden der slowakischen Hauptstadt Bratislava mit 7786 Einwohnern (Stand 31. Dezember 2022) und deren flächenmäßig kleinster Stadtteil.

## Geographie

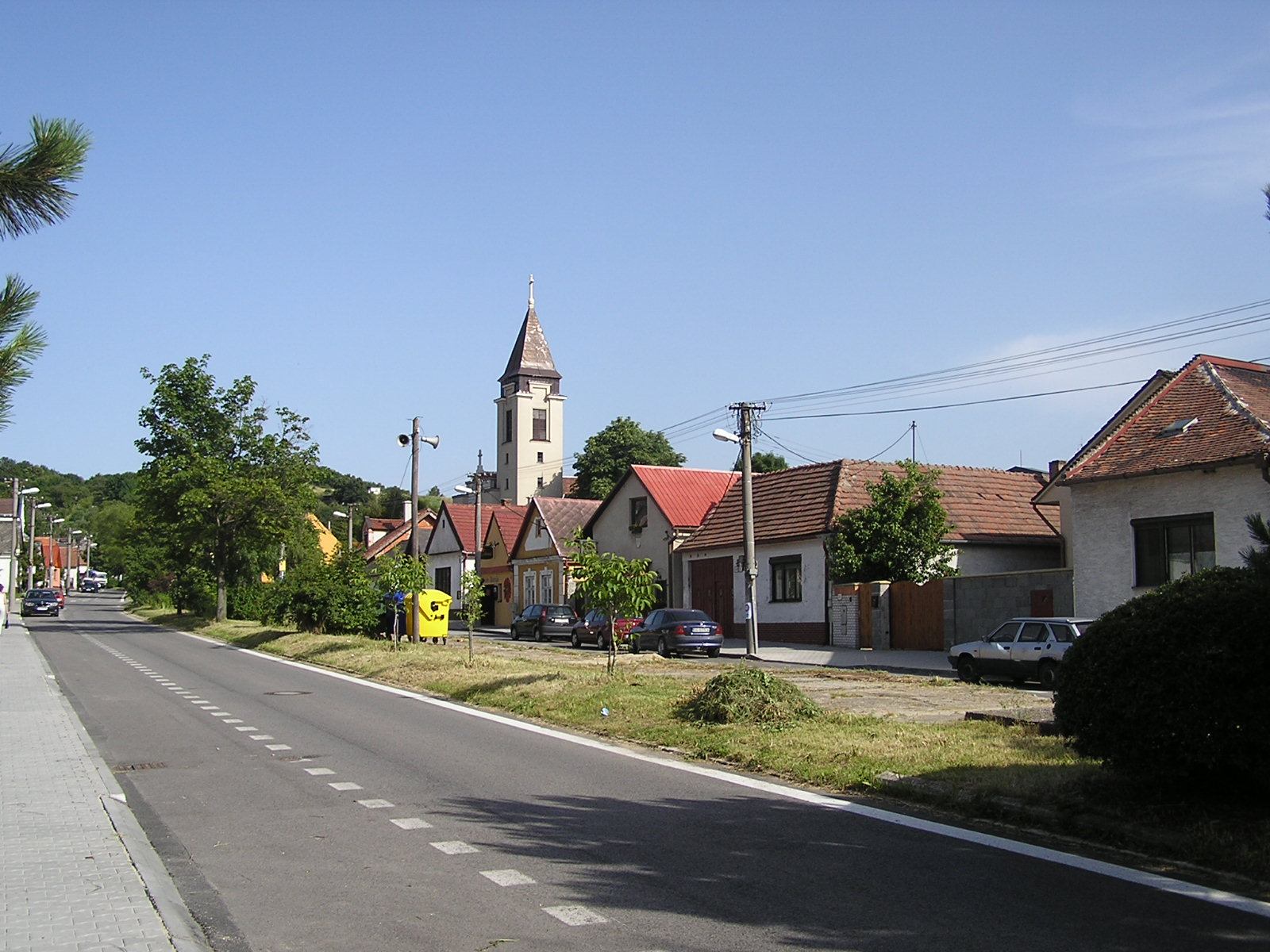
Historischer Ortskern an der Straße Vrančovičova

Der Stadtteil befindet sich am westlichen Fuße der Kleinen Karpaten im Bereich der Pforte von Lamač (slowakisch Lamačská brána) und geht im Nordwesten in Richtung der Landschaft Záhorie in die geomorphologische Einheit Borská nížina über. Nördlich und nordwestlich des Ortskerns fließt der Bach Lamačský potok, der die Grenze zum Stadtteil Záhorská Bystrica bildet und zum Einzugsgebiet der March gehört. Das Zentrum des Stadtteils liegt auf einer Höhe von 220 m n.m. und ist acht Kilometer vom Stadtzentrum Bratislavas entfernt.
Der Stadtteil gliedert sich noch in folgende weitere (inoffizielle) Viertel:
- Podháj (Hay, Raagers Hauffen)
- Rázsochy
- Segnáre

Nachbarstadtteile sind Záhorská Bystrica im Norden, Nové Mesto (Katastralgemeinde Vinohrady) im Nordosten, Osten und Südosten, Karlova Ves im Süden, Dúbravka im Südwesten und Westen und Devínska Nová Ves im Nordwesten.

## Geschichte

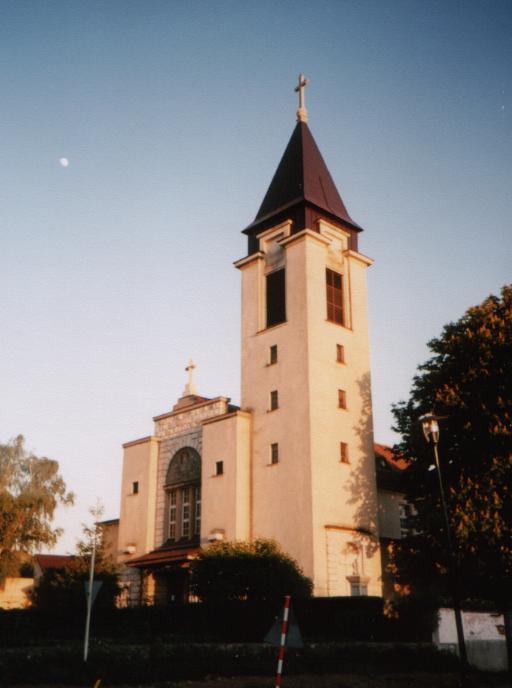
Kirche der Heiligen Margit von 1951

Auf dem Gebiet des heutigen Stadtteiles sind vier Ortschaften nachgewiesen, die älteste Ortschaft trug einen unbekannten Namen und wurde 1241 verwüstet. Zwei Orte mit den Namen Plumnou (Blumenau) und Sellendorf wurden auf Initiative des Pressburger Richters Jakob gegründet 1279 beziehungsweise 1288 urkundlich erwähnt. Sie lagen im Herrschaftsgebiet von Pressburg, allerdings wurden in etlichen Streitigkeiten mit benachbarten Herrschaften verwickelt und waren 1436 auch aufgrund von Teilungen der Güter zwischen den Nachkommen des Richters Jakob praktisch nicht mehr existent. Nördlich vom erwähnten Blumenau entstand im 16. Jahrhundert dann der Ort Lamač durch die Zuwanderung von Kroaten in dieses Gebiet (urkundlich zuerst 1547 als Krabatendorff erwähnt, doch aus unbekannten Gründen wurde der deutsche Name Blumenau auch auf das neue Dorf übertragen; 1549 erscheint die slawische Form Lamas). Da die Gegend stark bewaldet war, erhielten die ersten Kolonisten Steuerbefreiungen, doch bereits 1548 verlangte die Stadt Pressburg Steuern in Höhe von 12 Gulden, damals standen 46 Häuser im Ort, später waren es 54 Häuser im Jahr 1556 und 80 Häuser im Jahr 1580.
1561 zerstörte ein Brand das Dorf und auch danach erlebte fast jede Generation zumindest eine unruhige Zeit. 1624 verwüsteten Truppen auf einem Feldzug gegen die Türken den Ort, 1679 brach eine Pestepidemie aus. Allein während des Rákóczi-Aufstands wurde Lamač viermal geplündert. Damals wohnten nur 39 Familien im Ort, die durch eine weitere Pestepidemie im Jahr 1714 dezimiert wurden. Nachdem Lamač bereits seit 1634 nur eine Filiale von Záhorská Bystrica war, wurde er 1752 wieder selbständig, 1755 aber durch einen weiteren Brand schwer beschädigt. Nach dem Urbar aus dem Jahr 1768 wohnten hier 124 Familien und insgesamt 620 Einwohner. 1828 zählte man 123 Häuser und 881 Einwohner, die als Landwirte, Winzer und ab dem frühen 20. Jahrhundert auch als Arbeiter in Pressburger Fabriken tätig waren. 1831 wurde Lamač von einer Choleraepidemie heimgesucht. Nach der Abschaffung der Leibeigenschaft im Jahr 1848 war Lamač nicht mehr der Stadt Pressburg untertan und wurde selbstständig. Am 22. Juli 1866 fand in unmittelbarer Nähe zum Ort am letzten Tag des Deutschen Krieges das Gefecht bei Blumenau, bei der der Ort sehr stark zerstört wurde, statt. Die örtliche Freiwillige Feuerwehr wurde 1882 gegründet.
Bis 1918 gehörte der im Komitat Pressburg liegende Ort zum Königreich Ungarn und kam danach zur Tschechoslowakei beziehungsweise heute Slowakei. Das erste Postamt wurde 1922 errichtet. Bis 1946 war die Gemeinde eigenständig, kam dann am 1. April 1946 aber als Stadtteil zur Stadt Bratislava.

## Bevölkerung

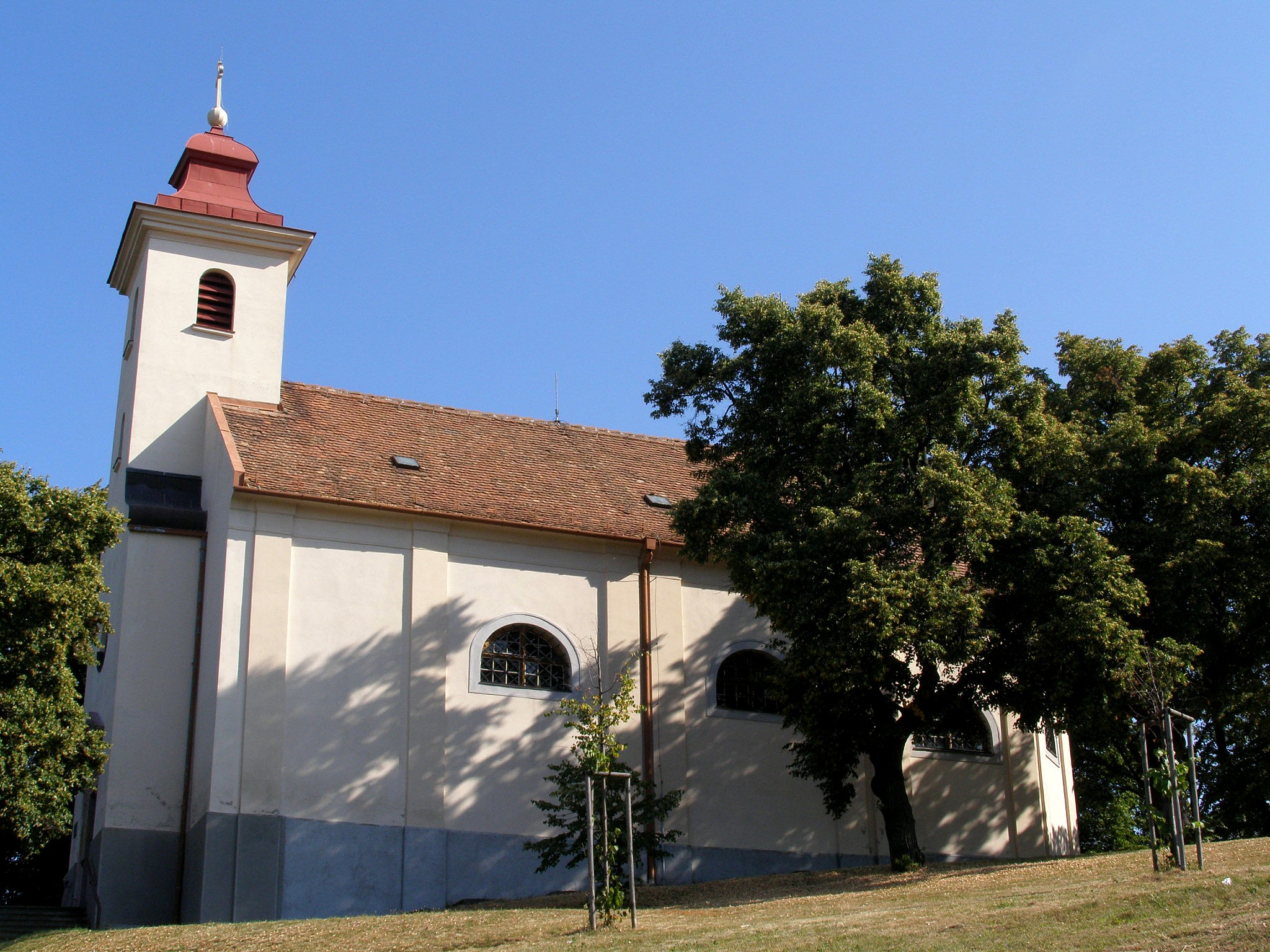
Rosalienkapelle

Nach der Volkszählung 2011 wohnten im Stadtteil Lamač 6670 Einwohner, davon 6151 Slowaken, 150 Magyaren, 88 Tschechen, 17 Deutsche, 16 Mährer, 12 Russinen, 11 Russen, sechs Polen, fünf Roma, jeweils vier Bulgaren und Serben, drei Ukrainer, zwei Kroaten und ein Jude. 41 Einwohner gaben eine andere Ethnie an und 159 Einwohner machten keine Angabe zur Ethnie.
3783 Einwohner bekannten sich zur römisch-katholischen Kirche, 373 Einwohner zur Evangelischen Kirche A. B., 74 Einwohner zur griechisch-katholischen Kirche, 39 Einwohner zu den Brethren, 17 Einwohner zur evangelisch-methodistischen Kirche, 15 Einwohner zur orthodoxen Kirche, 14 Einwohner zu den christlichen Gemeinden, jeweils 10 Einwohner zu den Zeugen Jehovas und zur reformierten Kirche, jeweils acht Einwohner zu den Siebenten-Tags-Adventisten und zur apostolischen Kirche, sieben Einwohner zur tschechoslowakischen hussitischen Kirche, sechs Einwohner zu den Mormonen, vier Einwohner zu den Baptisten, jeweils zwei Einwohner zur Bahai-Religion und zur jüdischen Gemeinde und ein Einwohner zur altkatholischen Kirche. 99 Einwohner bekannten sich zu einer anderen Konfession, 1777 Einwohner waren konfessionslos und bei 421 Einwohnern wurde die Konfession nicht ermittelt.

## Bild des Stadtteils

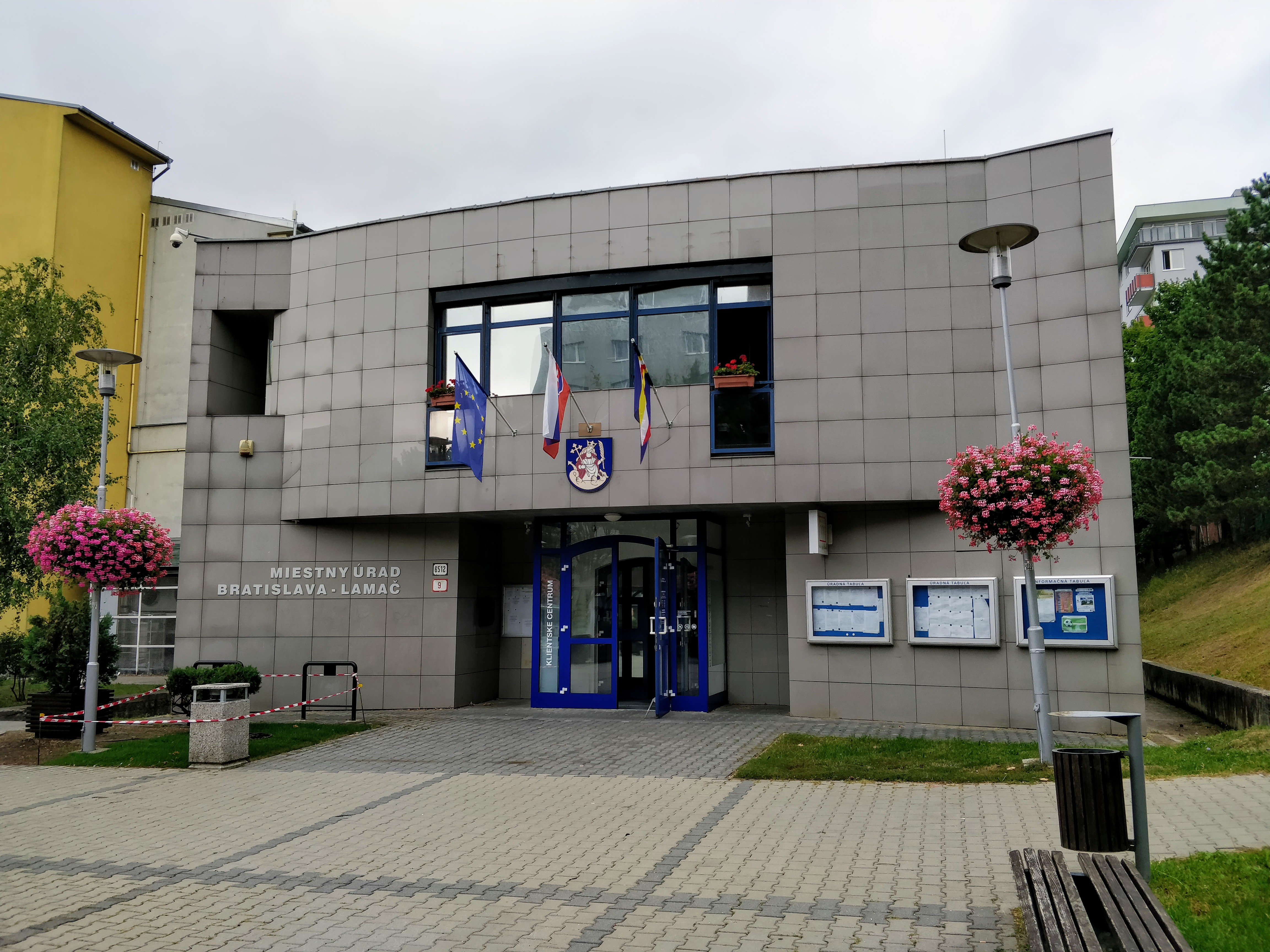
Sitz der Stadtteilverwaltung

Der historische Ortskern erstreckt sich an der Straße Vrančovičova, dort steht die Margitkirche aus den Jahren 1947–1949, ein Werk des Architekten Milan Michal Harminc. Die neue Kirche ersetzte eine alte Kirche aus dem 16. Jahrhundert. Weiter findet man bei der Kirche ein Denkmal an die Opfer beider Weltkriege und ein Denkmal an den Deutschen Krieg. Die Rosalienkapelle steht auf einem Hügel südlich des Ortskerns und wurde 1680–1682 erbaut, unmittelbar nach einer Pestepidemie in Pressburg in den Jahren 1678 und 1679. Familienhäuser befinden sich südlich des alten Ortskerns sowie in Teilen Segnáre und Podháj, Wohnplattenbauten stehen an den Straßen Bakošova, Heyrovského, Na barine und Studenohorská. Der Platz Malokarpatské námestie (wörtlich Kleine-Karpaten-Platz) ist das kulturelle und wirtschaftliche Zentrum des Stadtteils. Der Friedhof liegt auf einem schmalen Streifen zwischen der Straße Hodonínska und der Eisenbahn.
Nordwestlich des alten Ortsgebiets, jenseits der Autobahn, entsteht „auf der grünen Wiese“ das Stadtviertel Bory, das in den benachbarten Stadtteil Devínska Nová Ves übergreift, mit einem großen Einkaufszentrum (Bory Mall). Wohnungseinheiten befinden sich noch im Aufbau.

## Sport
In Lamač befindet sich eine Eishalle, eine Sporthalle, ein Fußballplatz des örtlichen Klubs FK Lamač und ein Freibad an der Straße Pod násypom.

## Infrastruktur und Verkehr

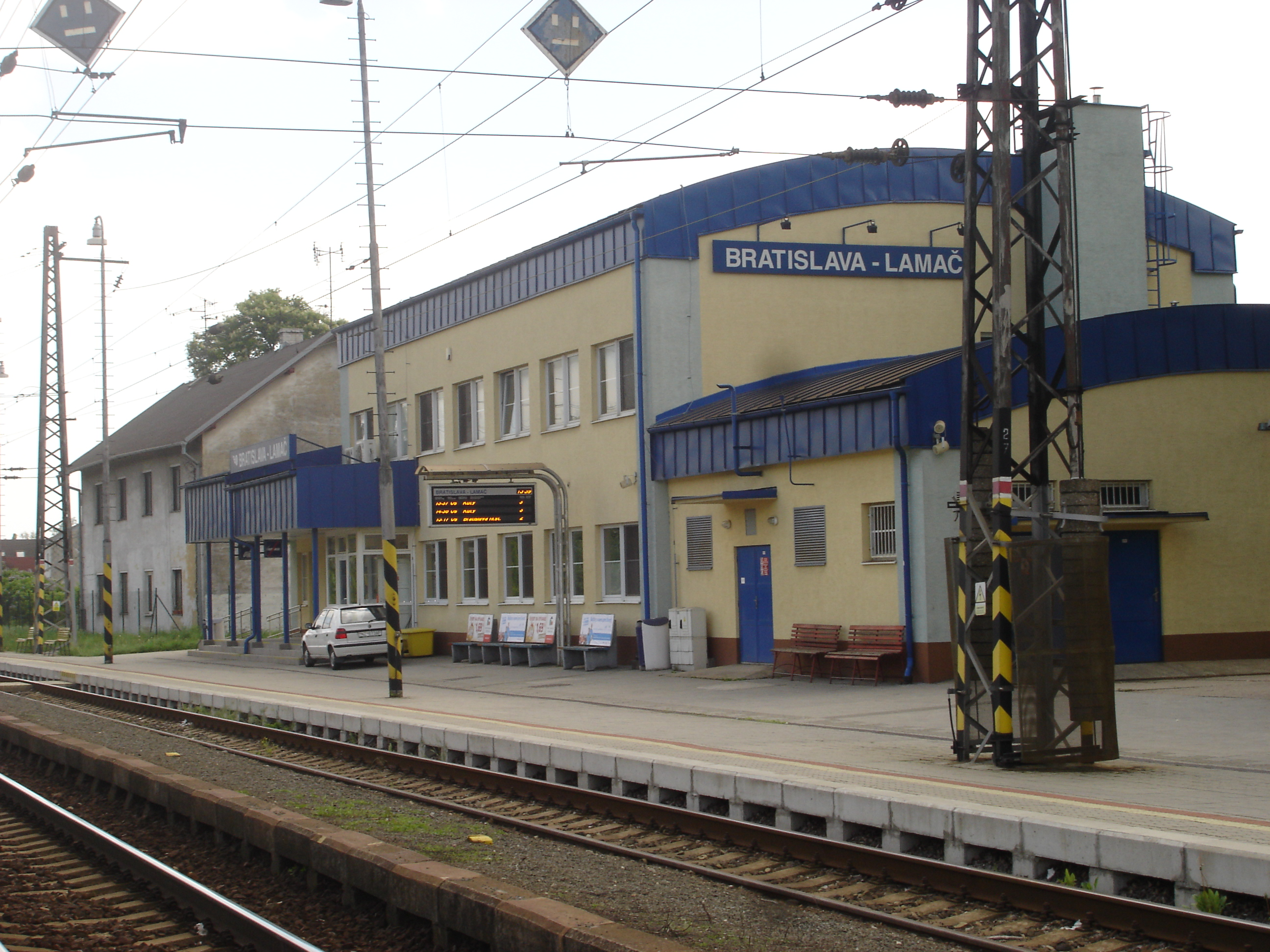
Bahnhof Bratislava-Lamač

Der Stadtteil betreibt eine Grundschule und Kindergarten, weiter befinden sich in Lamač außerhalb der Trägerschaft des Stadtteile eine Montessori-Schule mit Kindergarten sowie je ein kirchlicher und privater Kindergarten.
Der Bau des Großkrankenhauses Rázsochy wurde schon in den 1980er Jahren begonnen, aber nie fertiggestellt. im Frühjahr 2020 wurde der Rohbau abgerissen, stattdessen soll dort bis 2024 ein neues Krankenhausprojekt verwirklicht werden.
Durch Lamač passiert die Cesta I. triedy 2 („Straße 1. Ordnung“), hier mit Straßennamen Lamačská cesta und Hodonínska, von Bratislava nach Záhorská Bystrica und Stupava. Von ihr zweigt die Cesta II. triedy 505 („Straße 2. Ordnung“) Richtung Stadtviertel Bory und Devínska Nová Ves ab. Parallel zur I/2 führt die Autobahn D2, mit Anschlussstellen Lamač (55) und Polianky (59) sowie der Raststätte Lamač. Im Bereich der heutigen Anschlussstelle Polianky lag von 1973 bis 2007 das Autobahnende. Durch den Stadtteil verläuft zudem die Bahnstrecke von Wien nach Bratislava, mit dem Bahnhof Bratislava-Lamač mit regelmäßigen Regionalverbindungen.
Buslinien des städtischen ÖPNV-Betreibers DPB sorgen für Verbindungen mit anderen Stadtteilen, des Weiteren halten hier auch Buslinien der Regionalbusgesellschaft Slovak Lines an.

## Söhne und Töchter des Stadtteils
- Alexander Húščava (1906–1969), slowakischer Historiker, insb. in den Historischen Hilfswissenschaften tätig